# Muguthanamule, Heggadadevankote
Muguthanamule là một làng thuộc tehsil Heggadadevankote, huyện Mysore, bang Karnataka, Ấn Độ.